# Il mare (film 1962)
Il mare è un film del 1962 diretto da Giuseppe Patroni Griffi al suo primo film.
La pellicola ha per protagonisti Françoise Prévost, Umberto Orsini e Dino Mele.

## Trama
Una scabrosa tensione amorosa, ambientata a Capri, si sviluppa tra un attore ed un ragazzo in vacanza. Fra i due comincia un gioco di silenzi e caste seduzioni fino a quando una donna rientra con forza separando i due. Ma forse solo momentaneamente.